# الجمعة (محافظة خليص)
الجمعة قرية سعودية، تتبع محافظة خليص بمنطقة مكة المكرمة. تقع في شمال شرق مدينة جدة بمسافة نحو (125) كم.

## وصلات خارجية
- موقع إمارة مكة المكرمة